# International Phonetic Association
De International Phonetic Association (IPA) is een genootschap dat beoogt de wetenschappelijke studie van de fonetiek en de praktische toepassing ervan te bevorderen. Een belangrijke bijdrage daaraan is de ontwikkeling van het Internationaal Fonetisch Alfabet. De afkorting IPA verwijst zowel naar het genootschap als naar het alfabet. Het genootschap publiceert de Journal of the International Phonetic Association, dat sinds 2000 wordt uitgegeven door Cambridge University Press.
De IPA werd in 1886 in Parijs opgericht door een groep talendocenten onder leiding van de Franse linguïst Paul Passy. Het doel was om de fonetiek een praktische toepassing te geven in het talenonderwijs, om zodoende een correcte uitspraak van de (vreemde) talen te bevorderen. De groep noemde zich oorspronkelijk Dhi Fonètik Tîtcerz' Asóciécon (FTA), maar al in 1889 werd de naam gewijzigd in L'Association Phonétique des Professeurs de Langues Vivantes (AP). In 1897 werd de sindsdien gebruikte naam ingevoerd: L'Association Phonétique Internationale (API), in het Engels  International Phonetic Association.